# Eupogonius superbus
Eupogonius superbus es una especie de escarabajo longicornio del género Eupogonius, tribu Desmiphorini, subfamilia Lamiinae. Fue descrita científicamente por Zayas en 1975.

## Descripción
Mide 12-16,1 milímetros de longitud.

## Distribución
Se distribuye por Cuba.